# Анджей Ржаний
Анджей Ржаний (пол. Andrzej Rżany; 26 вересня 1973, Мелець, Підкарпатське воєводство) — польський боксер, призер чемпіонатів світу та Європи серед аматорів.

## Аматорська кар'єра
На Олімпійських іграх 1992 Анджей Ржаний у першій найлегшій вазі програв у першому бою Раєндра Прасад (Індія) — 6-12.
На чемпіонаті світу 1995 він переміг двох суперників, у тому числі чемпіона світу 1993 Ншана Мунчяна (Вірменія) — (+)6-6, а в чвертьфіналі програв Данієлю Петрову (Болгарія) — 2-8.
На чемпіонаті Європи 1996 програв у першому бою Палу Лакатош (Угорщина).
На чемпіонаті світу 1997 програв у другому бою Валерію Сидоренку (Україна).
На чемпіонаті світу 1999 у найлегшій вазі переміг трьох суперників, а у півфіналі поступився Булату Жумаділову (Казахстан) і отримав бронзову медаль.
На Олімпійських іграх 2000 Анджей Ржаний переміг двох суперників, а у чвертьфіналі поступився Володимиру Сидоренку (Україна) — RSC.
На чемпіонаті світу 2001 програв у першому бою майбутньому чемпіону Жерому Тома (Франція) — 4-14.
На кваліфікаційному чемпіонаті Європи 2004 переміг двох суперників, програв у півфіналі Ніколозу Ізорія (Грузія), зайняв третє місце і отримав путівку на свої треті Олімпійські ігри.
На Олімпійських іграх 2004 Анджей Ржаний переміг двох суперників і програв у чвертьфіналі Фуаду Асланову (Азербайджан) — 23-24.
На чемпіонаті світу 2005 програв у першому бою Атагюну Ялчинкая (Туреччина).